# أليوت فوربس
أليوت فوربس (بالإنجليزية: Elliot Forbes)‏ هو موزع وملحن أمريكي، ولد في 30 أغسطس 1917 في كامبريدج في الولايات المتحدة، وتوفي بنفس المكان في 10 يناير 2006.